# Поліна Гур'єва
Поліна Олександрівна Гур'єва (туркм. Polina Aleksandrowna Gurýewa, рос. Полина Александровна Гурьева, 5 жовтня 1999, Ашгабат) — туркменська важкоатлетка. Вона брала участь в Олімпійських іграх 2020, які відбулись у липні—серпні 2021 року в Токіо, та здобула срібну медаль у ваговій категорії до 59 кг. Гур'єва здобула першу медаль Олімпійських ігор для Туркменістану.

## Біографія
Поліна Гур'єва народилась в Ашгабаті, та є етнічною росіянкою. У 2011 році вона розпочала займатися гімнастикою, проте пізніше перейшла на секцію важкої атлетики. Гур'єва є студенткою Національного інституту спорту і туризму Туркменістану. Вона живе і тренується в Ашгабаті, спочатку тренувалась у Ахмеда Сариєва, на 2021 рік її тренером є Артура Емірян. У 2017 році Поліна Гур'єва стала чемпіонкою IV Ігор солідарності ісламських країн у Баку.